# 超夢
超夢（Myūtsū）是任天堂和Game Freak旗下的跨媒體製作《精靈寶可夢》系列中的一個虛構生物。它首次出現在角色扮演遊戲《精靈寶可夢 紅·綠》中、並在之後出現在該遊戲的續作、電視動畫、漫畫、卡片遊戲及各類作品、商品中。
在電子遊戲中，玩家可以與超夢戰鬥、並在戰鬥中捕捉超夢、讓它與其他寶可夢戰鬥。在《精靈寶可夢 紅·綠》中，玩家首次接觸到超夢是在紅蓮島上一座損毀的研究室裡，透過閱讀研究文獻得知超夢，之後能在無名洞窟中正式遇見它。

## 簡介
超夢在多款精靈寶可夢的產品中出現，包括由田尻智所創作的電子遊戲、動畫、漫畫和參考書等。現實中超夢由杉森建所設計。
它名字的日文和英文發音都是，都是來自它的複製對象夢幻的名字「Mew」，另在後面加上「two」來代表是第二代的意思。在香港中它被稱為超夢夢，而在中國大陸和台灣它則被叫作超夢，都是代表它是更強勁的夢幻，但它和夢幻沒有進化上的關係。在早期盜版翻譯中它被稱為梅2號。

## 登場

### 主系列遊戲
超夢的屬性是超能力，它沒有性別，不能生蛋。從第六世代開始，增加了一種可以短暫提升自己戰鬥力的臨時進化形態，即超級進化，超夢具有兩種超級進化，分別為超級超夢X和超級超夢Y，種族值均高達780，與超級烈空坐並列為对战内種族值最高之寶可夢。
它的專屬招式是精神擊破。
在紅、綠、藍、皮卡丘版、火紅葉綠版、心金魂銀版和Let's Go!皮卡丘Let's Go!伊布版中，超夢只出現在華藍洞窟，並且只有一隻，等級固定為70。它也出現在XY版的無名洞窟中，同樣只有一隻，等級固定為70。

### 其他電子遊戲
除了主系列遊戲之外，超夢也在任天堂明星大亂鬥系列、街機遊戲神寶拳中登場並做為可操控角色。

### 動畫
在電視動畫中唯一的一隻超夢在精靈寶可夢動畫版第62集出現，由火箭隊的坂木老大控制。而在《精靈寶可夢 THE ORIGIN》中，超夢和遊戲一樣出現在華藍洞窟，被赤紅的超級噴火龍X擊敗後收服。

### 劇場版
1998年《超夢的逆襲》。超夢大量複製了很多寶可夢來發洩人類複製了它的憤怒，最後小智的皮卡丘感動了它，也帶著夢幻與所有複製寶可夢尋找一個屬於牠們的地方，延續牠們的生命。
2013年《神速的蓋諾賽克特 超夢覺醒》。出現了第二隻超夢，這隻超夢有著跟以前出現的超夢類似的過去，不過讓他誕生的組織目前不明，而且劇場版初期的性格和觀念更溫和、富有愛心。甚至有著以前那隻所沒有的“超級進化”的能力而且還不需要借助超級石的力量。

### 漫畫
在《神奇寶貝特別篇》中，當時屬於火箭隊的夏伯製造了一隻超夢，它以一條大匙作為武器，最後被小智所收服。多年後小智等人還遇到強勁的代歐奇希斯，超夢便出現幫助小智他們。

### 卡片遊戲
在精靈寶可夢集換式卡片遊戲之中，超夢首次出現在第一套基本卡片之中，之後還出現過很多張超夢的卡片，包括閃光超夢的卡片。

### 電影
2019年電影《POKÉMON 名偵探皮卡丘》，由古代寶可夢夢幻基因製造出來的人工寶可夢。

## 配音員
- 日本：市村正親，幼年期的聲優為森久保祥太郎
- 台灣：杜德勳
- 香港：陳欣
- 美國：、

## 評價
在遊戲中，超夢始終被認為是最強的對手之一。在《精靈寶可夢 紅·綠》中，它被設定成最強的、最稀有的、最難以捕捉的的寶可夢之一。由於它的弱點少、能力強，使得它在大量玩家間被使用，玩家必須制定戰略以打敗對手的超夢 ，或規定禁止在戰鬥中使用超夢。作家Tracey West和Katherine Noll將超夢在最佳的傳說中寶可夢排行中位列第五名、並將它列為所有寶可夢中的第六佳。

## 註解
1. ↑  精靈寶可夢集換式卡片遊戲的資料庫 （页面存档备份，存于）中可找到很多卡片。
2. ↑  Staff. . IGN. IGN Entertainment.   [2008-06-11]. （原始内容存档于2012-04-13）.
3. ↑  Loe, Casey. . Versus Books. 1999: 67. ISBN 1-930206-15-1.
4. ↑  Churnin, Nancy. . The Dallas Morning News. April 3, 1999: 1C.
5. ↑  Loe, Casey. . Versus Books. 1999: 136–137. ISBN 1-930206-15-1.
6. ↑  Staff. . IGN. IGN Entertainment.   [2008-06-11]. （原始内容存档于2012-02-14）.
7. ↑  Staff. . IGN. IGN Entertainment.   [2009-01-31]. （原始内容存档于2012-04-13）.
8. ↑  Hjorth, Larissa; David Surman. .  (PDF). Taylor and Francis. 2009  [2009-06-06]. ISBN 0-415-99627-9. （原始内容 (PDF)存档于2010-06-20）.
9. ↑  West, Tracey; Noll, Katherine. . 2007: 37, 77  [2011-04-30]. ISBN 978-0-545-00161-8. （原始内容存档于2013-09-30）.

## 外部連結
- Serebii.net 之中的超夢 （页面存档备份，存于）
- Aucy's Pokemon 之中的超夢 （页面存档备份，存于）
- 超夢 （页面存档备份，存于）在Bulbapedia （页面存档备份，存于）上的頁面。
- 超夢博物館 （页面存档备份，存于），一個收錄超夢相關資訊的網站。
- 互联网电影数据库上超夢的资料